# Oxapampa

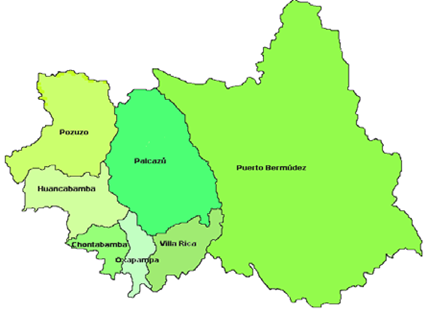
Localisation du district d'Oxapampa

 (mai 2025).
Si vous disposez d'ouvrages ou d'articles de référence ou si vous connaissez des sites web de qualité traitant du thème abordé ici, merci de compléter l'article en donnant les références utiles à sa vérifiabilité et en les liant à la section « Notes et références ».
Le district d'Oxapampa est l'un des sept districts de la province d'Oxapampa, région de Pasco, au Pérou.
Il a une superficie de 982,04 km2 et est limité :
- au nord par les districts de Huancabamba et de Palcazu ;
- à l'est par le district de Villa Rica ;
- au sud par la région de Junín (provinces de Chanchamayo et de Tarma) ;
- au sud-ouest par la région de Junín (province de Junín) ;
- à l'ouest par le district de Chontabamba.

Le chef-lieu, Oxapampa, se trouve à 1 814 mètres d'altitude et à 396 km de Lima. 

## Histoire
Le district d'Oxapampa est créé le 14 mai 1876 et sert de lieu d'établissement à une colonie austro-allemande conduite par Enrique Böttger Treu (la date de cette fondation remonte au 30 août 1891). Le district est peuplé à l'origine d'indigènes yaneshas qui  appelait l'endroit « Mon Konma », ce qui signifie « Plaine des Roseaux ».
La population du district est estimée à 13 823 habitants en 2002.

## Centres d'intérêt
- Église Santa Rosa
- Maisons typiques austro-allemandes
- Catarata Río Tigre
- Campiña
- Église Misión de Quillazú
- Virgen de la Piedra
- Mirador naturel Los Pinos
- Cordillère Yanachaga Chemillen
- Point panoramique de la princesse Niche
- Parc national Yanachaga Chemillén (122 000 ha)
- Virgen del Camino (Quillazú)
- Sanctuaire Yanesha
- Laiteries
- Folklore austro-allemand et yanesha (artisanat, gastronomie, contes, Mythes, légendes, musique et danses)
- Selvamonos, festival de musique